# Тіпу
Ті́пу (ест. Tipu küla) — село в Естонії, у волості Пиг'я-Сакала повіту Вільяндімаа.

## Населення
Чисельність населення на 31 грудня 2011 року становила 28 осіб.

### Уродженці
- Віллем Рейман (ест. Villem Reiman; 1861—1917) — естонський громадський діяч, один з лідерів естонського національного руху, богослов та історик.

## Географія
Через населений пункт проходить автошлях 24151 (Кипу — Тирамаа — Йиесуу).

## Історія
З 19 грудня 1991 до 21 жовтня 2017 року село входило до складу волості Кипу.